# Bessens
 Bessens  es una población y comuna francesa, en la región de Mediodía-Pirineos, departamento de Tarn y Garona, en el distrito de Montauban y cantón de Grisolles.

## Demografía
| 479 | 444 | 469 | 558 | 585 | 664 |
| Para los censos de 1962 a 1999 la población legal corresponde a la población sin duplicidades (Fuente: INSEE [Consultar]) |     |     |     |     |     |

## Monumentos

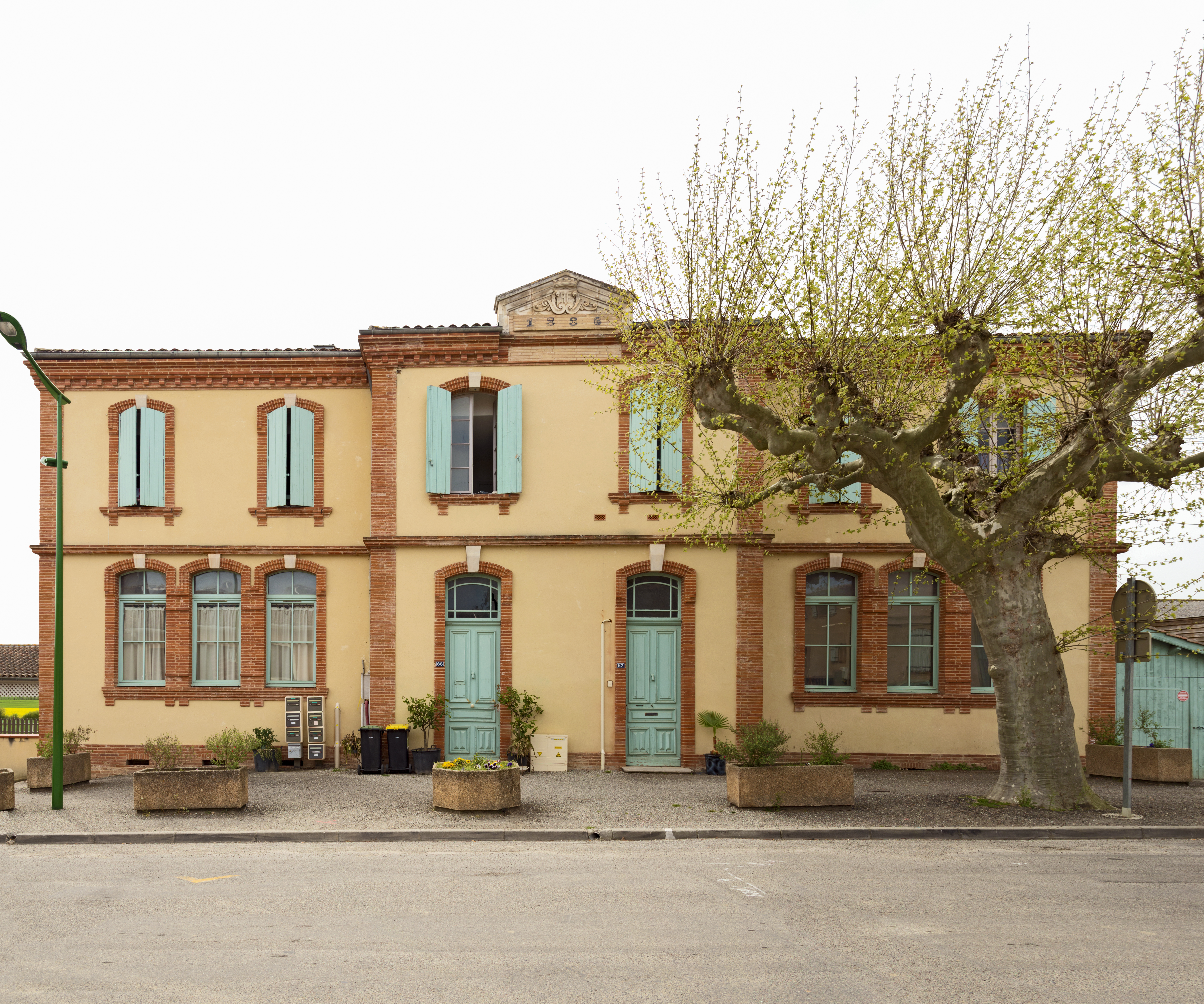
Ayuntamiento.
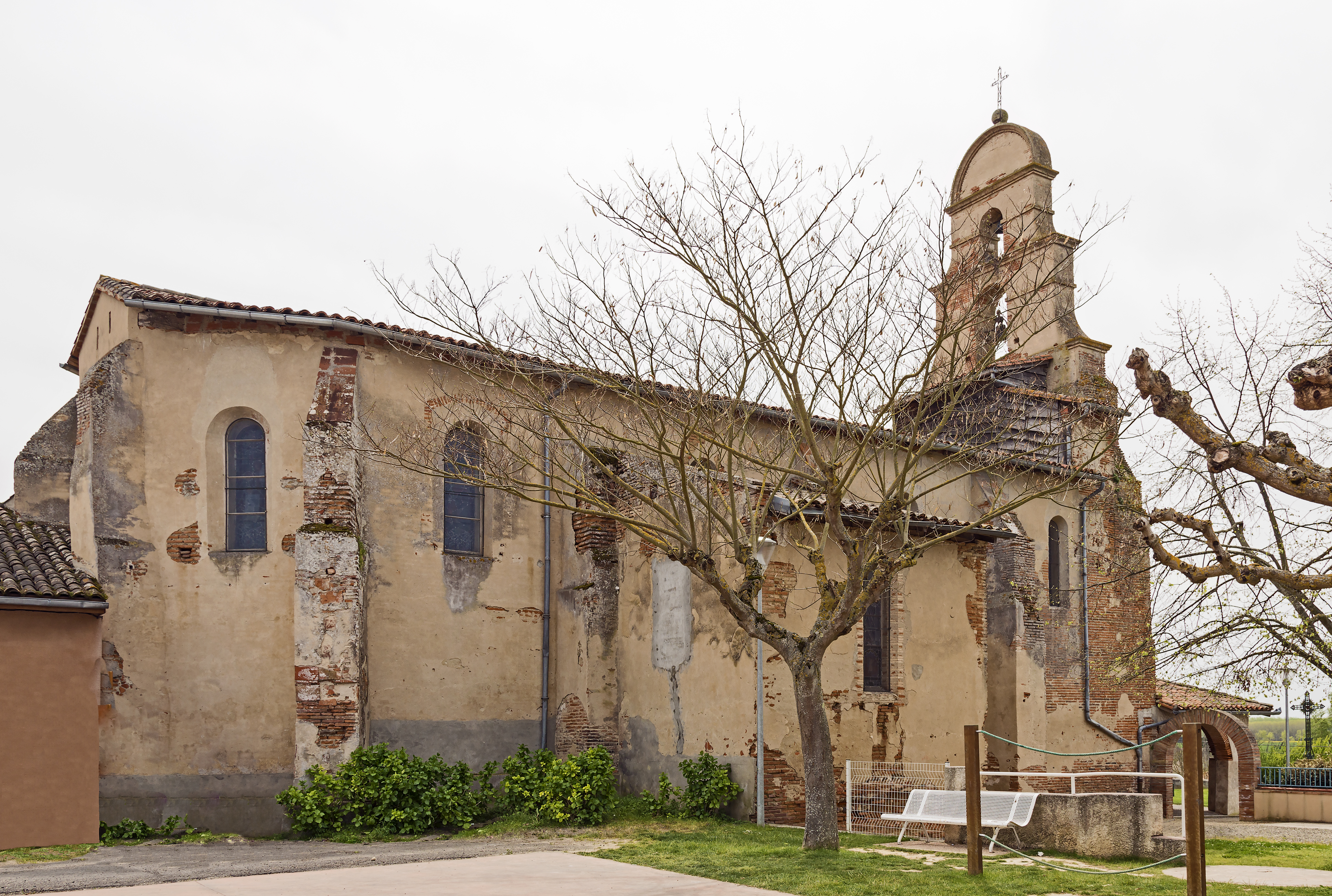
La Iglesia.
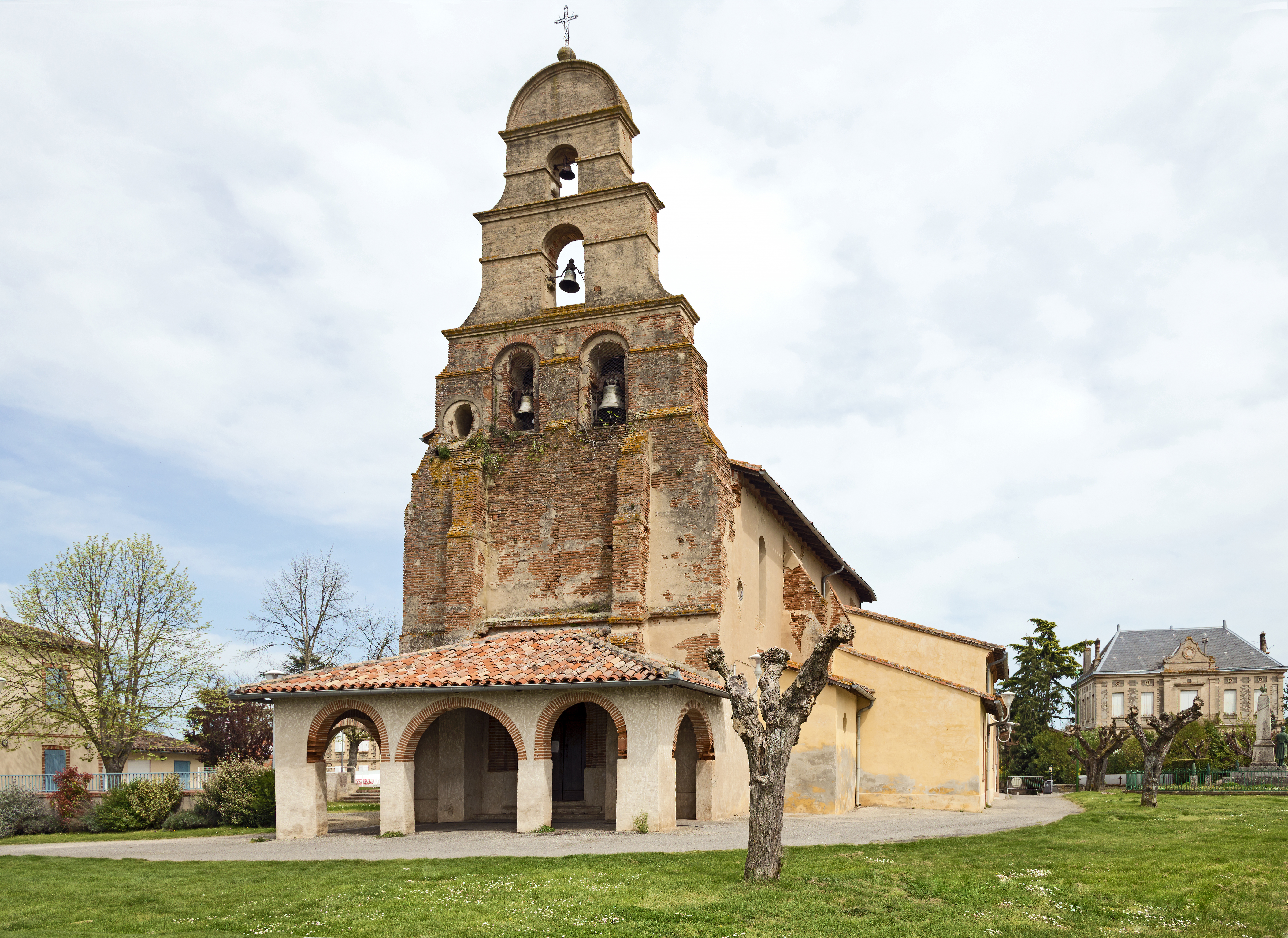
Campanario.
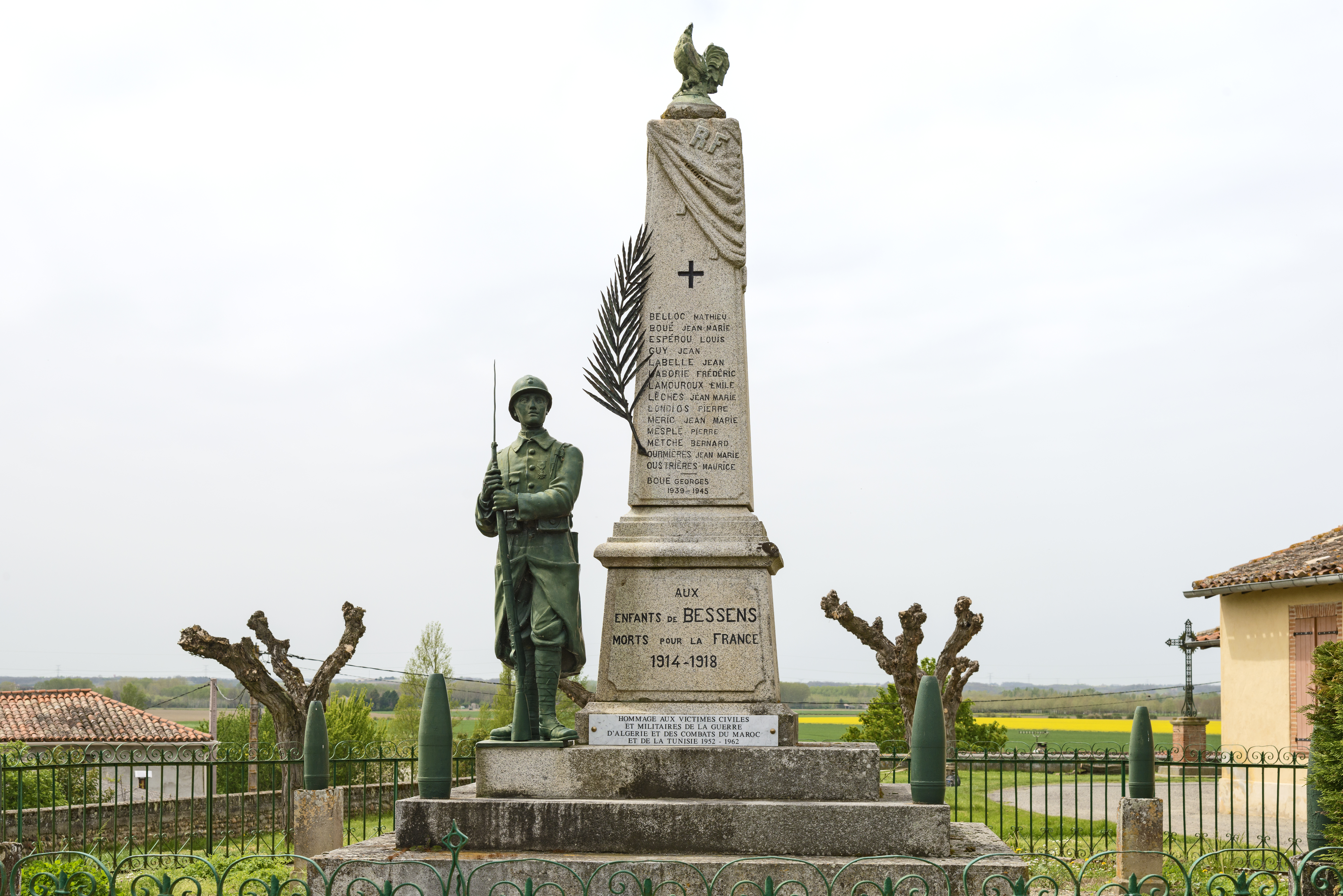
Monumento a los caídos.